# NGTS-10 b
NGTS-10 b è un pianeta gioviano caldo in orbita attorno alla nana arancione NGTS-10, visibile nella costellazione della Lepre. La stella ha anche una compagna, indicata come NGTS-10 B.

## Scoperta
NGTS-10 b è stato scoperto con il metodo dei transiti, nell'ambito del programma di ricerca di pianeti extrasolari Next-Generation Transit Survey, da cui la denominazione del pianeta e della stella, condotto presso l'osservatorio del Paranal. Le immagini che hanno condotto alla sua identificazione sono state acquisite tra il 21 settembre 2015 e il 14 maggio 2016; immagini di follow-up furono acquisite nel 2017, confermando la scoperta. La stella fu inoltre osservata con lo spettrometro HARPS installato sul telescopio di 3,6 metri dell'ESO posto all'Osservatorio di La Silla, in Cile, per determinare la massa del pianeta con il metodo delle velocità radiali.
La scoperta fu annunciata in un articolo inviato nel 2019 alla rivista Monthly Notices of the Royal Astronomical Society e pubblicato nel 2020. La presenza della compagna, che si manifesta spettroscopicamente e come una lieve sfocatura nelle immagini acquisite dalla missione Gaia dell'ESA, ha complicato le operazioni di caratterizzazione del sistema, così come un artefatto presente nei dati acquisiti del corso del Two Micron All-Sky Survey (2MASS), prodotto dalla prospetticamente vicina HD 42043.
In particolare non è stata determinata con esattezza la distanza dal sistema solare. I dati ottenuti da Gaia indicherebbero una distanza di poco superiore al migliaio di anni luce. Tuttavia, la presenza della compagna nell'inquadratura non consente di confermare il dato con la dovuta accuratezza.

## Caratteristiche
NGTS-10 b possiede una massa all'incirca doppia rispetto a Giove e un diametro pari a 1,2 volte quello gioviano. Orbita attorno alla primaria in 18 ore e 24 minuti, ad 1,4 centesimi della distanza dell'orbita della Terra dal Sole. Anche nel confronto con l'orbita di Mercurio, risultano evidenti le ridotte dimensioni dell'orbita: il gigante gassoso dista dalla sua stella un ventisettesimo della distanza di Mercurio dal Sole.
Al momento dell'annuncio della scoperta, NGTS-10 b si è rivelato il pianeta gioviano dal periodo orbitale più breve conosciuto. Resta da determinare se l'orbita sia stabile o stia subendo un progressivo decadimento.